# آن دونهام
ستانلي آن دونهام (بالإنجليزية: Stanley Ann Dunham) (29 نوفمبر 1942 - 7 نوفمبر 1995)، عالمة أنثروبولوجيا (علم الإنسان) أمريكيّة متخصّصة في الأنثروبولوجيا الاقتصاديّة والتنمية الريفيّة في إندونيسيا. ستانلي آن دونهام هي والدة الرئيس الرابع والأربعين للولايات المتحدة باراك أوباما. عُرفت دونهام خلال المرحلة الثانويّة باسم ستانلي آن دونهام، ثمّ آن دونهام، وبعدها آن أوباما، وآن سويتورو وآن سوتورو وأخيراً بعد طلاقها الثاني كانت تُعرف باسم آن دونهام.
وُلدت دونهام في مدينة ويتشيتا بولاية كانساس، ودرست في مركز الشرق والغرب، وجامعة هاواي في حي مانوا في مقاطعة هونولولو حيث حصلت على درجة البكالوريوس في الفنون وعلم الإنسان (1967)، وحصلت لاحقًا على درجة الماجستير في الآداب (1974) ومن ثمّ الدكتوراه (1992) في الأنثروبولوجيا. كما التحقت بجامعة واشنطن في سياتل في عام 1961-1962. ونظرًا لاهتمامها بالحِرَف اليدوية والنسيج ودور المرأة في الصناعات المنزليّة، ركّزت دونهام في أبحاثها على عملِ المرأة في جزيرة جافا الأندونيسيّة وعملها في الحدادة في عموم إندونيسيا. ابتكرت دونهام برنامجاً للائتمانات الصغيرة بهدف معالجة مشكلة الفقر في القرى الريفيّة وذلك أثناء عملها كمستشارة للوكالة الأمريكية للتنمية الدولية USAID. عملت دونهام أيضًا في مؤسّسة فورد في جاكرتا وعملت كمستشارة لبنك التنمية الآسيويّ في مدينة جوجرانوالا بباكستان. أمّا في الفترة الأخيرة من حياتها فقد عملت دونهام مع بنك راكيات إندونيسيا Rakyat Indonesia، حيث ساهمت في تطبيق بحثها على أكبر برنامج للتمويل الصغير في العالم.
تجدّد الاهتمام بعمل دونهام بعد انتخاب ابنها رئيسًا للولايات المتّحدة الأمريكيّة، فقد عقدت جامعة هاواي ندوة حول أبحاثها، وأقامت معرضاً حول مجموعة دونهام الإندونسيّة للمنسوجات جال أرجاء الولايات المتّحدة الأمريكيّة؛ وفي شهر ديسمبر/ كانون الأوّل من العام 2009، نشرت مطبعة جامعة ديوك كتاب "النجاة المخالفة للاحتمالات: الصناعة في قرى إندونيسيا"، وهو كتاب يستند إلى أطروحة دونهام الأصلية في عام 1992. " وفي عام 2011نشرت المؤلّفة والمراسلة السابقة لصحيفة نيويورك تايمز جاني سكوت، سيرة حياة آن دونهام بعنوان "امرأة فريدة". وقد نتج عن الاهتمام بآن دونهام بعد وفاتها إنشاءَ منحةِ آن دونهام سوتورو في قسم الأنثروبولوجيا بجامعة هاواي في مانوا، بالإضافة إلى زمالات آن دونهام سوتورو للدّراسات العليا التي تهدف إلى تمويل الطلاب المرتبطين بمركز الشرق والغرب (EWC) في هونولولو، هاواي.
أشار باراك أوباما في إحدى المقابلات التي أجراها إلى والدته على أنّها «الشخصية المهيمنة في سنوات تكويني... لا تزال القيم التي علّمتني إيّاها هي حجر الأساس عندما يتعلّق الأمر بتعاملي مع عالم السياسة.»

## حياتها المبكرة
وُلدت ستانلي آن دونهام في 29 نوفمبر/ تشرين الثاني من العام 1942 في مستشفى سانت فرانسيس في ويتشيتا بولاية كنساس الأمريكيّة، وكانت هي الطفلة الوحيدة لمادلين لي باين وستانلي أرمور دونهام. دونهام ذات أصول إنجليزيّة في الغالب، مع بعض الأصول الاسكتلندية والويلزية والأيرلندية والألمانية والسويسرية. وايلد بيل هيكوك هو ابن حفيد حفيد ابن عمّها (ابن شقيق جدّها) السادس. أعلن موقع Ancestry.com في 30 من شهر يوليو/ تمّوز 2012، بعد استخدام مجموعة من الوثائق القديمة وتحاليل الدي إن أي، أنّ والدة دونهام تنحدر من جون بانش الأفريقي، الذي كان خادماً/ عبداً مدفوع الأجر في مستعمرة فرجينيا في القرن السابع عشر.
وُلد والدا آن دونهام في كانساس والتقيا في ويتشيتا، حيث تزوجا في الخامس من شهر مايو/ أيّار من عام 1940. انضمّ والدها إلى جيش الولايات المتحدة بعد الهجوم على بيرل هاربور (ميناء اللؤلؤ)، وعملت والدتها في مصنع بوينغ في ويتشيتا. وفقاً لدونهام فإنّها حملت اسم آن بناءاً على رغبة والدها لأنّه أراد ابناً، على الرغم من أن أقرباءها يشكّكون في صحّة هذه القصة، وذكر خالها أنّ والدتها قد سمّتها على اسم شخصيّة ممثلّتها المفضّلة بيت ديفيس في فيلم «في حياتنا هذه» لأنّها كانت تعتقد أنّ اسم ستانلي يبدو راقياً على فتاة. عُرفت دونهام في فترة طفولتها ومراهقتها باسم ستانلي. سخر منها العديد من الأطفال لاسمها، ولكنّها أصرّت على استخدامه في المرحلة الثانوية «واعتذرت منه عن كل مرة قدّمت نفسها في مدينة جديدة». بحلول الوقت الذي بدأت فيه دونهام الدراسة في الكلية، كانت معروفة باسمها الأوسط «آن» بدلاً من ستانلي. انتقلت عائلة دونهام بعد الحرب العالمية الثانية من ويتشيتا إلى كاليفورنيا بينما التحق والدها بجامعة كاليفورنيا في بركلي. وانتقلت العائلة في عام 1948 إلى مدينة بونكا في ولاية أوكلاهوما، ومن ثمّ إلى مدينة فيرنون بولاية تكساس، ومنها إلى مدينة إلدورادو في ولاية كانساس. وفيما بعد وتحديداً في عام 1955 انتقلت العائلة إلى مدينة سياتل في العاصمة الأمريكيّة واشنطن، حيث عمل والدها كبائعٍ للأثاث وعملت والدتها كنائب رئيسٍ لأحد البنوك. كانت العائلة تعيش في شقّة ضمن مجمّع سكنيّ في حيّ ويدجوود حيث التحقت آن بمدرسة ناثان إكشتاين الثانوية.
انتقلت عائلة دونهام في عام 1956، إلى جزيرة ميرسر، وهي ضاحية تقع في الجانب الشرقي من سياتل. أراد والدا دنهام أن تلتحق ابنتهما البالغة من العمر 13 بمدرسة ميرسر آيلاند الثانوية التي كانت قد افتتحت حديثًا. في المدرسة، قام المعلمان فال فوبرت وجيم ويتشرمان بتدريس الشابّة دونهام أهمّيّة تحدّي الأعراف الاجتماعيّة واستجواب السلطة، فأعجبت آن بهذه الدروس وأصبحت مغرمة بها: حتّى أنّها «شعرت أنها لا تحتاج إلى المواعدة أو للزواج أو لإنجاب الأطفال.» تصفها إحدى زميلاتها في الصفّ بأنها «كانت أكثر نضجاً منّا بكثير من الناحية الثقافيّة وكانت إلى حدّ ما سابقة لزمانها بطريقة غير اعتياديّة»، ووصفتها إحدى صديقاتها في المدرسة الثانوية أيضاً بأنها واسعة المعرفة وتقدّمية: «إذا كنت مهتمًا بأيّ شيء يحدث في العالم، فكان لا بدّ لستانلي أن تكون أوّل من يعلم به. كنا ليبراليين قبل أن نعرف ما معنى هذه الكلمة». ووصفتها صديقة أخرى بأنّها «النسوية الأصلية».

## الحياة الأسريّة والزواج
في 21 أغسطس/ آب من العام 1950 تمّ قبول هاواي كولاية ضمن اتحاد الولايات الأمريكيّة، فسعى والدا آن دونهام إلى إيجاد فرص عمل في الولاية الأمريكيّة الجديدة، وبعد تخرّجها من المدرسة الثانويّة في عام 1960، انتقلت الشابّة ستانلي آن دونهام مع عائلتها إلى هونولولو، والتحقت فيما ما بعد بجامعة هاواي في مانوا.

## الحياة المهنية
من يناير 1968 إلى ديسمبر 1969 علّمت دونهام اللغة الإنجليزية وكانت مساعدة مدير في معهد الصداقة الإندونيسية الأمريكية (LIA) في شارع 9 تيوكو أمر في قرية غوندانديا الإدارية في منطقة ميننغتور الفرعية في وسط جاكرتا والتي كانت مدعومة من قبل حكومة الولايات المتحدة. من يناير 1970 إلى أغسطس 1972، درّست دونهام اللغة الإنجليزية، وكانت رئيسة قسم ومديرة معهد التعليم الإداري والتطوير (LPPM) في شارع 9 منتينج رايا في قرية كيبون سيريه، وهي قرية إدارية في منطقة منتينج الفرعية في وسط جاكرتا.وفي الفترة من 1968 إلى 1972، كانت دونهام مؤسسًا مشاركًا وعضوًا نشطًا ضمن متطوعي غانيشا (جمعية التراث الإندونيسية) في المتحف الوطني في جاكرتا. من عام 1972 إلى عام 1975 كانت دونهام مدربة الحِرَف (النسيج، الحياكة، والصباغة) في متحف مطران في هونولولو ثم كان لدى دونهام مهنة في مجال التنمية الريفية، دافعت عن عمل المرأة والائتمانات الصغيرة للفقراء في العالم، وعملت مع زعماء منظمات تدعم حقوق الإنسان الإندونيسية، وحقوق المرأة، والتنمية الشعبية.
في مارس 1977، وضعت دونهام، تحت إشراف أستاذ الاقتصاد الزراعي ليون آي. ميد، ودرّست مجموعة محاضرات قصيرة في كلية الاقتصاد في جامعة إندونيسيا (FEUI) في جاكرتا للموظفين من بالإيناس في الوكالة الوطنية الإندونيسية لتخطيط التنمية.
من يونيو 1977 وحتى سبتمبر 1978، نفذت دونهام البحوث حول الصناعات القروية في منطقة خاصة داخل جاوة الوسطى في إندونيسيا (DIY) بموجب منحة طلابية من مركز الشرق والغرب. وكانت دونهام من المهتمين في الصناعات القروية، انتقلت إلى مدينة يوغياكارتا، مركز الحرف اليدوية الجاوية.
في مايو ويونيو سنة 1978 كانت دونهام خبيرة استشارية لمدة قصيرة في مكتب منظمة العمل الدولية في جاكرتا، كتبت توصيات حول الصناعات القروية وغيرها من المشاريع غير الزراعية لخطة التنمية الخمسية الثالثة للحكومة الإندونيسية (REPELETA III).
من أكتوبر عام 1978 إلى ديسمبر عام 1980، كانت دونهام مستشارة الصناعات الريفية في جاوة الوسطى لصالح الوزارة الإندونيسية لتطوير برنامج الصناعات الريفية البسيطة (PDP الأول)، بتمويل من وكالة الولايات المتحدة الأمريكية في جاكرتا، ونفذ من خلال شركة بدائل التنمية، وشركة (AID).
وفي الفترة بين مايو ونوفمبر سنة 1986 والفترة من أغسطس إلى نوفمبر عام 1987، كانت دونهام خبيرة في تنمية الصناعات المنزلية لمصرف التنمية الزراعية في باكستان في إطار مشروع غوجرانولا للتنمية الريفية المتكاملة. ونُفذ المكون الائتماني للمشروع في منطقة غوجرانولا بمقاطعة البنجاب في باكستان بتمويل من مصرف التنمية الآسيوي والصندوق الدولي للتنمية الزراعية، مع تنفيذ مكون الائتمان من خلال شركة لويس بيرغر الدولية المحدودة. عملت دونهام بشكل وثيق مع مكتب لاهور في شركة البنجاب للصناعات الصغيرة (PSIC).
من يناير 1988 إلى عام 1995، كانت دونهام مستشارة ومنسقة للبحث في أقدم المصارف في إندونيسيا، مصرف راكيات إندونيسيا في جاكرتا، بتمويل من الوكالة الأمريكية للتنمية الدولية والبنك الدولي. في مارس سنة 1993 كانت دونهام منسقة للبحوث والسياسات العالمية للأعمال المصرفية للمرأة (WWB) في نيويورك.
ساعدت دونهام البحوث والسياسات العالمية للأعمال المصرفية للمرأة على إدارة اجتماع فريق الخبراء المعني بالمرأة والمالية في نيويورك في يناير عام 1994، وساعدتهم على أن يتخذوا أدواراً بارزة في المؤتمر العالمي الرابع المعني بالمرأة الذي عقدته الأمم المتحدة في الفترة من 4 إلى 15 سبتمبر سنة 1995 في بيجين، وفي مؤتمرات الأمم المتحدة الإقليمية ومنتديات المنظمات غير الحكومية التي سبقتها.
في 9 أغسطس سنة 1992، مُنحت دونهام دكتوراه في علم الإنسان من جامعة هاواي تحت إشراف البروفيسور أليس جي. ديوي، مع أطروحة مؤلفة من 1,043 صفحة بعنوان «عمل القرويين بالحدادة في إندونيسيا على قيد الحياة ويزدهر ضد كل خلاف». وصف عالم الأنثروبولوجيا مايكل دوف الأطروحة بأنها «كلاسيكية، متعمقة، قامت بدراسة الأنثروبولوجيا على أرض الواقع لصناعة يمتد عمرها إلى 1,200 عامًا».
وطبقًا لدوف، فإن أطروحة دونهام تحدّت التصورات الشعبية فيما يتعلق بالجماعات الضعيفة اقتصادياً وسياسياً، كما أنها عكست المفاهيم القائلة إن جذور الفقر تكمن مع الفقراء أنفسهم وإن الاختلافات الثقافية مسؤولة عن الفجوة بين البلدان الأقل تقدمًا والبلدان الصناعية الغربية.
وجدت دونهام أن القرويين الذين درستهم في جاوة الوسطى لديهم العديد من الاحتياجات الاقتصادية والمعتقدات والتطلعات. وكتبت أن الحرفيين في القرية مهتمون تماماً بالأرباح وأن تنظيم المشاريع كان في إمدادات وفيرة في ريف إندونيسيا، بعد أن كان جزءًا من الثقافة التقليدية هناك لمدة ألفية. واستناداً إلى هذه الملاحظات، خلص الدكتور سويترو إلى أن التخلف في هذه المجتمعات ينتج عن ندرة رأس المال الذي يتعلق تخصيصه بالسياسة وليس بالثقافة. فالبرامج المضادة للفقر التي تتجاهل هذا الواقع يمكن أن تؤدي -على النقيض من ذلك- إلى تفاقم عدم المساواة لأنها لن تؤدي إلا إلى تعزيز سلطة النخبة.
كما كتبت في أطروحة لها: «عززت العديد من البرامج الحكومية من دون قصد الطبقية عن طريق توجيه الموارد من خلال مسؤوليي القرية، الذين استخدموا المال فيما بعد لتعزيز وضعهم الخاص».

## المرض والموت
في أواخر عام 1994، كانت دونهام تعيش وتعمل في إندونيسيا، وخلال العشاء في منزل أحد الأصدقاء في جاكرتا، قالت إنها شعرت بآلام في المعدة. وبعد زيارة طبيب محلي  شَخص مرضها على أنه عسر في الهضم.
عادت دونهام إلى الولايات المتحدة في أوائل عام 1995 وفُحصت في ميموريال سلون كيترينز في مركز السرطان في مدينة نيويورك، وشُخصت حالتها بإصابتها بسرطان في الرحم. وبحلول ذلك الوقت، كان السرطان قد انتشر إلى المبيض. انتقلت مرة أخرى إلى هاواي للعيش بالقرب من والدتها الأرملة وتوفيت في 7 نوفمبر عام 1995، قبل 22 يوم من تاريخ ميلادها الثالث والخمسين.
بعد النصب التذكاري في جامعة هاواي، نشر أوباما وشقيقته رماد والدتهما في المحيط الهادئ في لانيا لوكاوت على الجانب الجنوبي من أوهو. [35] نشر أوباما رماد جدته مادلين دونهام في نفس المكان في 23 ديسمبر عام 2008، وذلك بعد أسابيع من انتخابه لرئاسة البلاد.
في خطاب لسانت باربارا في عام 2007 قالت: "أتذكر أمي عندما كانت بعمر 52 سنة عندما ماتت بسرطان المبيض، هل تعلمون بماذا كانت تفكر في الأشهر الأخيرة من حياتها؟ لم تكن تفكر في أن تتحسن. لم تكن متأكدة من أن التأمين سيغطي النفقات الطبية لأنهم قد يعتبرون هذا شرطاً مسبقاً. أتذكر أنني كنت محطمة القلب أثناء رؤيتها تناضل من خلال الأوراق والفواتير الطبية ونماذج التأمين. غطّى موظفو دونهام تكاليف التأمين الصحي الذي غطى معظم تكاليف علاجها الطبي.

## الفائدة بعد وفاتها
في سبتمبر عام 2008  عُقدت ندوة في جامعة هاواي في مانوا عن دونهام. في ديسمبر 2009، نشرت صحافة جامعة ديوك نسخة من أطروحة دونهام بعنوان البقاء على قيد الحياة ضد التحيز: صناعة القرى في إندونيسيا. نُقّح الكتاب وحُرر من قبل مستشارتي الدراسات العليا لدونهام أليس جي. ديوي، ونانسي كوبر. كتبت ابنة دونهام -مايا سويترو-نغ- مقدمة للكتاب. بعد ذلك وصف عالم الأنثروبولوجيا في جامعة بوسطن روبرت هافنار أبحاث دونهام على أنها ذات بصيرة وأن إرثها له صلة اليوم بعلم الإنسان، الدراسات الإندونيسية، والمنح الدراسية. وقد أُطلق هذا الكتاب في الاجتماع السنوي لعام 2009 لجمعية الأنثروبولوجيا الأمريكية في فيلادلفيا مع الفريق الرئاسي الخاص بعمل دونهام. سُجل اجتماع عام 2009 من قبل سي سبان.

## المعتقدات الشخصية
قال ماكسين بوكس أفضل صديق لدونهام في المدرسة الثانوية إن دونهام كانت توصف نفسها بأنها ملحدة، وكانت تجادل كثيراً بهذا الشأن. كانت دائمًا ما تتحدى وتجادل وتقارن. كانت بالفعل تفكر في الأشياء التي لم نكن نحن نفكر فيها.
ومن ناحية أخرى، قالت ابنة دونهام، مايا سويترو-نغ، عندما سُئلت فيما بعد إن كانت والدتها ملحدة: "لم أكن لأقول عنها ملحدة. لم تكن ملحدة. لقد قدمت لنا في الأساس كل الكتب الجيدة، الكتاب المقدس، الأوبانيشاد الهندوسية والكتاب المقدس البوذي، وتاو تي تشينغ وأرادت منا أن ندرك أن الجميع لديه شيء جميل للمساهمة به. كانت تقول إن يسوع مثال رائع. ولكن شعرت أن الكثير من المسيحيين يتصرفون بطرق غير مسيحية".

## روابط خارجية
- آن دونهام على موقع IMDb (الإنجليزية)
- آن دونهام على موقع الموسوعة البريطانية (الإنجليزية)
- آن دونهام على موقع إن إن دي بي (الإنجليزية)
- آن دونهام على موقع كينوبويسك (الروسية)